# Kwirk
Kwirk, i Japan känt som Puzzle Boy (パズルボーイ?), är ett action/pusselspel utvecklat och utgivet av Atlus den 24 november 1989 till Game Boy. Spelet släpptes i Nordamerika i mars 1990 av Acclaim Entertainment. Atlus porterade sedan spelet till PC Engine/Turbografx-16, och släppte det i Japan den 22 februari 1991.

## Handling
Tomaterna Kwirk och hans flickvän Tammy var ute och "målade staden röd" då de beslutade sig för att undersöka en labyrint nedanför staden. Plötsligt försvinner Tammy, och Kwirk och hans Veggie-vänner skall ta sig genom labyrintsystemet och hitta henne.